# Coppa Sabatini 1982
La Coppa Sabatini 1982, trentesima edizione della corsa, si svolse il 4 agosto 1982 su un percorso di 216 km. La vittoria fu appannaggio dell'italiano Giuseppe Saronni, che completò il percorso in 5h40'00", precedendo i connazionali Pierino Gavazzi e Francesco Moser.

## Ordine d'arrivo (Top 10)
| Pos. | Corridore                | Squadra              | Tempo    |
| ---- | ------------------------ | -------------------- | -------- |
| 1    | Giuseppe Saronni         | Del Tongo-Colnago    | 5h40'00" |
| 2    | Pierino Gavazzi          | Atala-Campagnolo     | s.t.     |
| 3    | Francesco Moser          | Famcucine-Campagnolo | s.t.     |
| 4    | Gianbattista Baronchelli | Bianchi              | s.t.     |
| 5    | Roberto Ceruti           | Del Tongo-Colnago    | s.t.     |
| 6    | Noël Dejonckheere        | Gis-Gelati           | s.t.     |
| 7    | Gabriele Landoni         | Del Tongo-Colnago    | s.t.     |
| 8    | Giuseppe Petito          | Alfa Lum             | s.t.     |
| 9    | Glauco Santoni           | Famcucine-Campagnolo | s.t.     |
| 10   | Palmiro Masciarelli      | Famcucine-Campagnolo | s.t.     |